# Kazimiera Iłłakowiczówna
Kazimiera Iłłakowiczówna (Vilnius, 6 augustus 1892 – Poznań, 16 februari 1983) was een Poolse filosofe, dichteres en tolk.

## Levensloop
Iłłakowiczówna werd geboren als onwettige dochter van Barbara en de advocaat Clement Iłłakowiczówna Zana. Na het vroege overlijden van haar ouders groeide zij onder voogdij op. Zij ging op school in Vitebsk, Warschau, Genève, Oxford en behaalde haar certificaat van voltooiing van de middelbare school op 6 mei 1889 in Sint-Petersburg. In de Britse stad Oxford studeerde zij in 1908 en 1909. Vervolgens van 1910 tot 1914 studeerde zij aan de Jagiellonische Universiteit (Uniwersytet Jagielloński) in Krakau Poolse en Engelse Filologie. Naast haar moedertaal (Pools) kon zij de talen Engels, Frans, Duits, Russisch, Hongaars, en Roemeens spreken en schrijven. Gedurende de Eerste Wereldoorlog werkte zij als ziekenzuster/verpleegkundige binnen het Russische leger aan het oostfront.

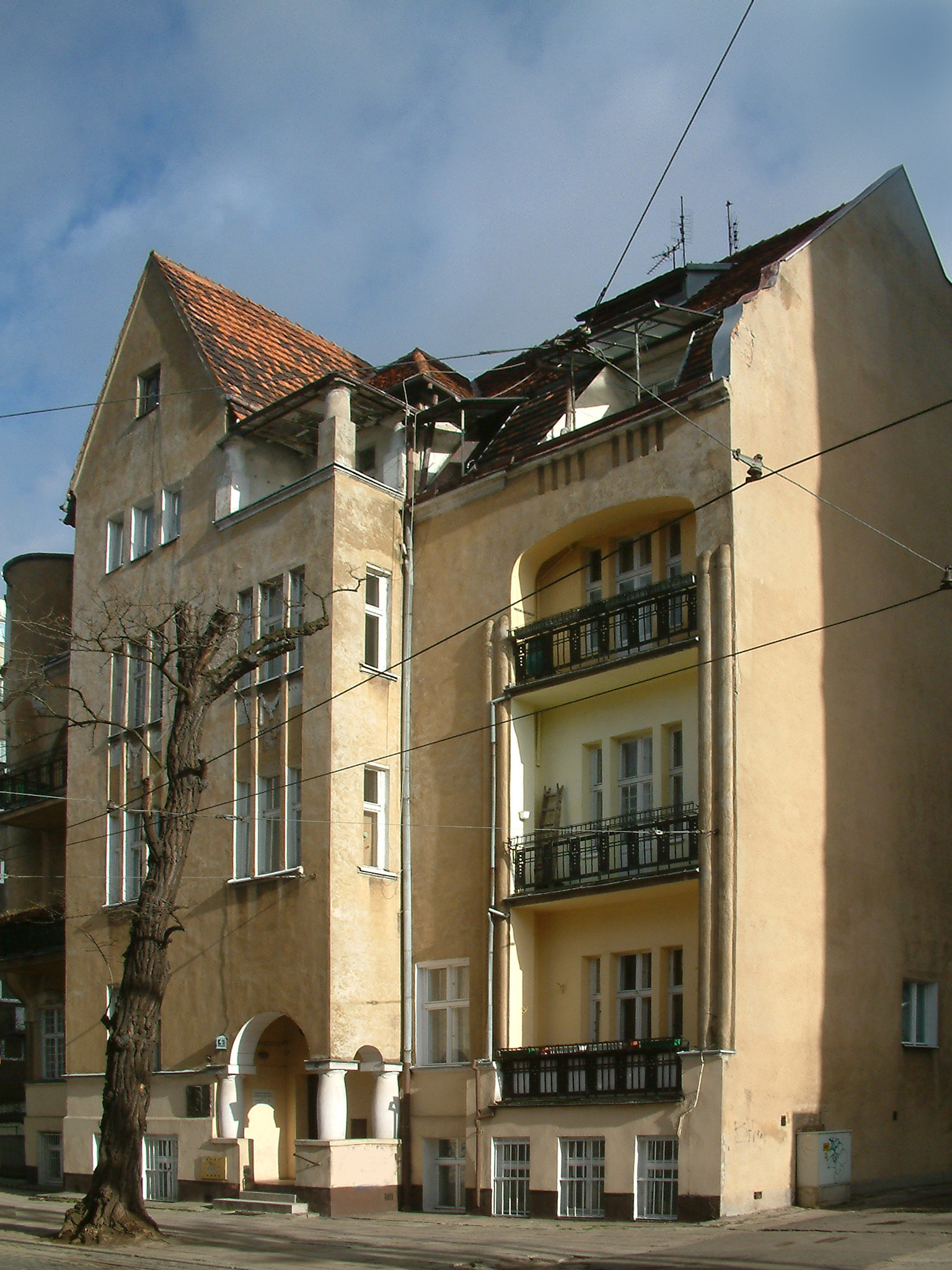
Het Iłłakowiczówna museumgebouw in
Poznań (Pracownia Iłłakiewiczówny Gajowa)

Nadat Polen in 1918 de onafhankelijkheid uitgesproken werd, ging Iłłakowiczówna naar Warschau en werkte aldaar voor het Ministerie van Buitenlandse Zaken. Vanaf 1926 werd zij persoonlijke secretaresse van het Poolse staatshoofd Maarschalk Józef Klemens Piłsudski en bleef in deze functie tot 1935. Na zijn dood op 12 mei 1935 werkte zij opnieuw voor het Ministerie voor Buitenlandse Zaken in Warschau.
In 1935 werd zij onderscheiden met de "Wawrzynem Akademickim Polskiej Akademii Literatury (Prijs van de Poolse Academie voor literatuur Warschau)". In hetzelfde jaar kreeg zij ook de staatsprijs voor literatuur. Van 1936 tot 1938 reisde zij door Europa met een voordracht over Maarschalk Józef Piłsudski. Gedurende de Tweede Wereldoorlog evacueerde zij naar Roemenië en leefde in Transsylvanië, in 1947 trok zij weer terug naar Polen; sindsdien leefde zij in Poznań. Haar toenmalige behuizing is intussen als museum in gebruik.
Zij was een der bekendste figuren van het literaire leven in de tijd tussen de beide wereldoorlogen in Warschau. In haar vroege jeugd was zij gefascineerd door de feministische beweging, maar zij leefde alvast in de Moderne. Altijd diepreligieus voelde zij een sterke binding met de christelijke spiritualiteit. Zij had een grote kring van vrienden waaronder Stanisław Ignacy Witkiewicz, Julian Tuwim en Maria Dąbrowska. In Poznań was zij bezig met de vertaling van Europese literatuur (Johann Wolfgang von Goethe, Lev Tolstoj) en als lerares voor Engelse taal. Zij was verder geïnteresseerd in politiek en het politieke leven. Als gevolg van een mislukte Glaucoomoperatie was zij voor het rest van haar leven blind.

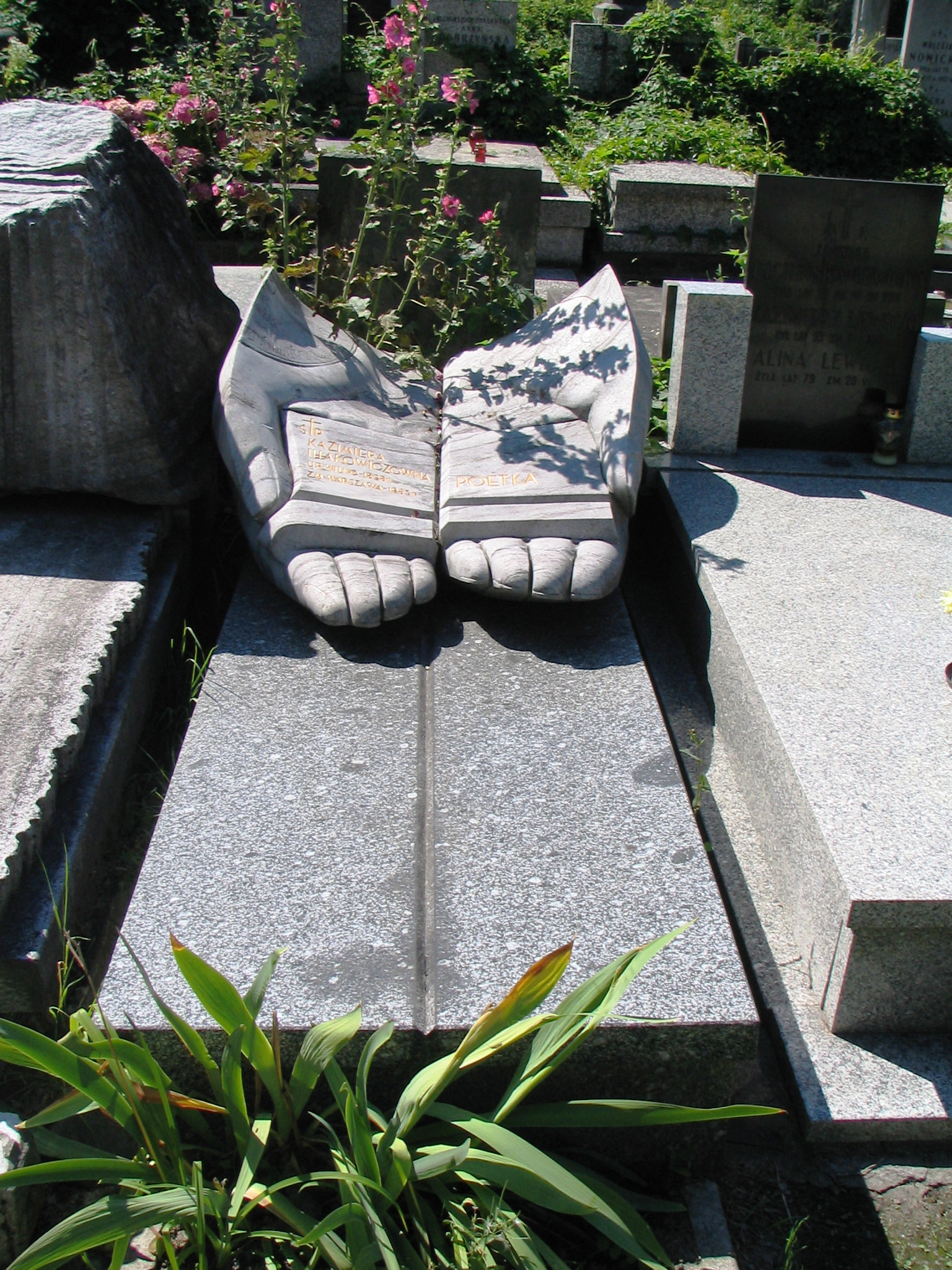
Monument op het begraafplaats 'Cmentarz Powązkowski w Warszawie'
van Kazimiera Iłłakowiczówna

De eerste gedichten publiceerde zij als vijftienjarige in het magazine "Tygodnika Ilustrowana". Vervolgens werd er een lange reeks van boeken met gedichten gepubliceerd. Daarnaast had zij ook als tolk succes. Zij vertaalde onder anderen The Bolshevik Persecution of Christianity (Prześladowanie chrześcijaństwa przez bolszewizm rosyjski) van Francis Mac Cullagh (1924), Don Carlos (Don Karlos - poemat dramatyczny) van Friedrich von Schiller (1954), Egmont van Goethe (1956), Der Rabbi von Bacherach van Heinrich Heine (1954), Lenz van Georg Büchner (1956) Anna Karenina (Anna Karenina. Powieś) van Tolstoj (1952-1953), maar ook eigentijdse werken zoals Das Brot der frühen Jahre (Chleb najwcześniejszych lat) van Heinrich Böll (1957), Das Versprechen (Obietnica : podzwonne powieści kryminalnej) (1960) en Panne (Kraksa) (1966) van Friedrich Dürrenmatt, "Gedichten (Poezje)" van Emily Dickinson (1965) en Ein Mord, den jeder begeht (Każdy może być mordercą) van Heimito von Doderer. Lidi Luursema heeft werken van Iłłakowiczówna met illustraties van Janusz Grabianski in het Nederlands vertaald, die onder de titel Plaatjes en praatjes in 1966 bij Van Goor in Den Haag werden uitgegeven.

## Werken
- 1907 Jablonie, gedicht
- 1911 Ikarowe loty : Kraków, Spółka nakładowa "Ksiaż" etc...., gedicht
- 1912-1935, 1936 Wiersze o Marszałku Piłsudskim
- 1912-1954, 1955 Wiersze religijne, 1912-1954
- 1914 Wici : cieniom roku 1914 poświęcone
- 1917 Trzy struny
- 1917 Kolędy polskiej biedy. W Wigilię powrotu
- 1919 Trzy struny
- 1921 Gdzieśkolwiek jest - jeśliś jest - lituj mej żałości!
- 1922 Śmierć Feniksa
- 1923 Rymy dziecięce
- 1926 Obrazy imion wróżebne
- 1926 Połów
- 1926 Obrazy imion wróżebne - hervat als portretten van namen
- 1927 Płaczący ptak
- 1927 Opowieści o moskiewskim męczeństwie. Złoty wianek
- 1928 Czarodziejskie zwierciadełka : 50 wróżb wierszem
- 1928 Z głębi serca
- 1928 Zwierciadło nocy
- 1930 Popiół i perły
- 1932 Marsz żałobny
- 1934 Ballady bohaterskie
- 1934 Wesołe wierszyki
- 1936 Słowik litewski (De Litouwse Nachtegaal)
- 1939 Ścieżka obok drogi
- 1942 Wiersze bezlistne
- 1949 Wiersze wybrane, 1912-1947
- 1950 Ziemia rozdarta. Świętość nie popłaca. Dramat w 3 aktach z prologiem, etc.
- 1954 Poezje, 1940-1954
- 1956 Wybór wierszy
- 1957 Z rozbitego fotoplastykonu (herinneringen)
- 1958 Bajeczna opowieść o królewiczu La-Fi-Czaniu, o żołnierzu Soju i o dziewczynce
- 1958 Niewczesne wynurzenia
- 1959 Lekkomyślne serce
- 1959 Wiersze dziecięce
- 1960 Zwierzaki i zioła
- 1964 Wiersze, 1912-1959. Wybrał Paweł Hertz
- 1966 Szeptem
- 1966 Wierszyki nałęczowski
- 1967 Ta jedna nić. Wiersze religijne
- 1968 Liście i posągi
- 1968 Poezje wybrane
- 1968 Trazymeński zając
- 1969 Rzeczy sceniczne
- 1969 Wierszyki, nałe̦czowskie
- 1970 Co dzieci wiedzą
- 1976 Odejście w tło
- 1977 Sługi nieużyteczne - wybór wierszy
- Kartki miłosne
- Kiedy przebije się żródło ...
- Kwartet żeński : wiersze
- Niesłyszane wiesći

## Prijzen en onderscheidingen
- 1934 Officier in de Orde Polonia Restituta
- 1935 "Wawrzynem Akademickim Polskiej Akademii Literatury (Prijs van de Poolse Academie voor literatuur Warschau)"
- 1935 Poolse staatsprijs voor literatuur
- Ridder in het Franse Legioen van Eer

## Liederen, die geïnspireerd werden door haar gedichten
- Karol Szymanowski: Rymy dziecięce, twintig kinderliederen voor zang en piano, Op. 49 (1922-1923)
- Witold Lutosławski: Vijf liederen op tekst van Kazimiera Iłłakowiczówna
- Witold Lutosławski: Wodnica, Kołysanka lipowa, voor zangstem en piano (1934)[2]
- Witold Lutosławski: Nie dla ciebie, voor sopraan en piano[3]
- Jan Fotek: Wariacje na zadany temat, voor kinderkoor (SSAA) a capella (1976) - Nad domami; Z tego okienka; Były gwiazdy; Osa; Ptak[4]
- Jan Fotek: Sny dziecięce, voor kinderkoor, 2 piano's en 4 slagwerkers (1979) - tekst: Kazimiera Iłłakowiczówna "Rymów dziecięych"
- Aleksander Lasoń: Trzy pieśni, voor alt, hobo, viool, cello en piano (1988)
- Jerzy Sokorski: Pieśni, voor zangstem en piano (1997)